# Pendeltåg

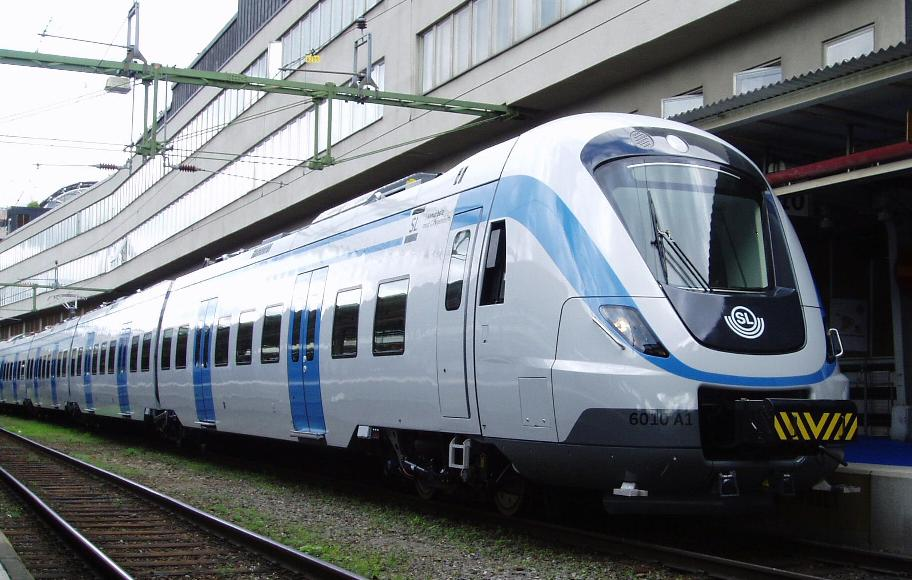
Ett pendeltåg av typen X60 vid Stockholms Centralstation

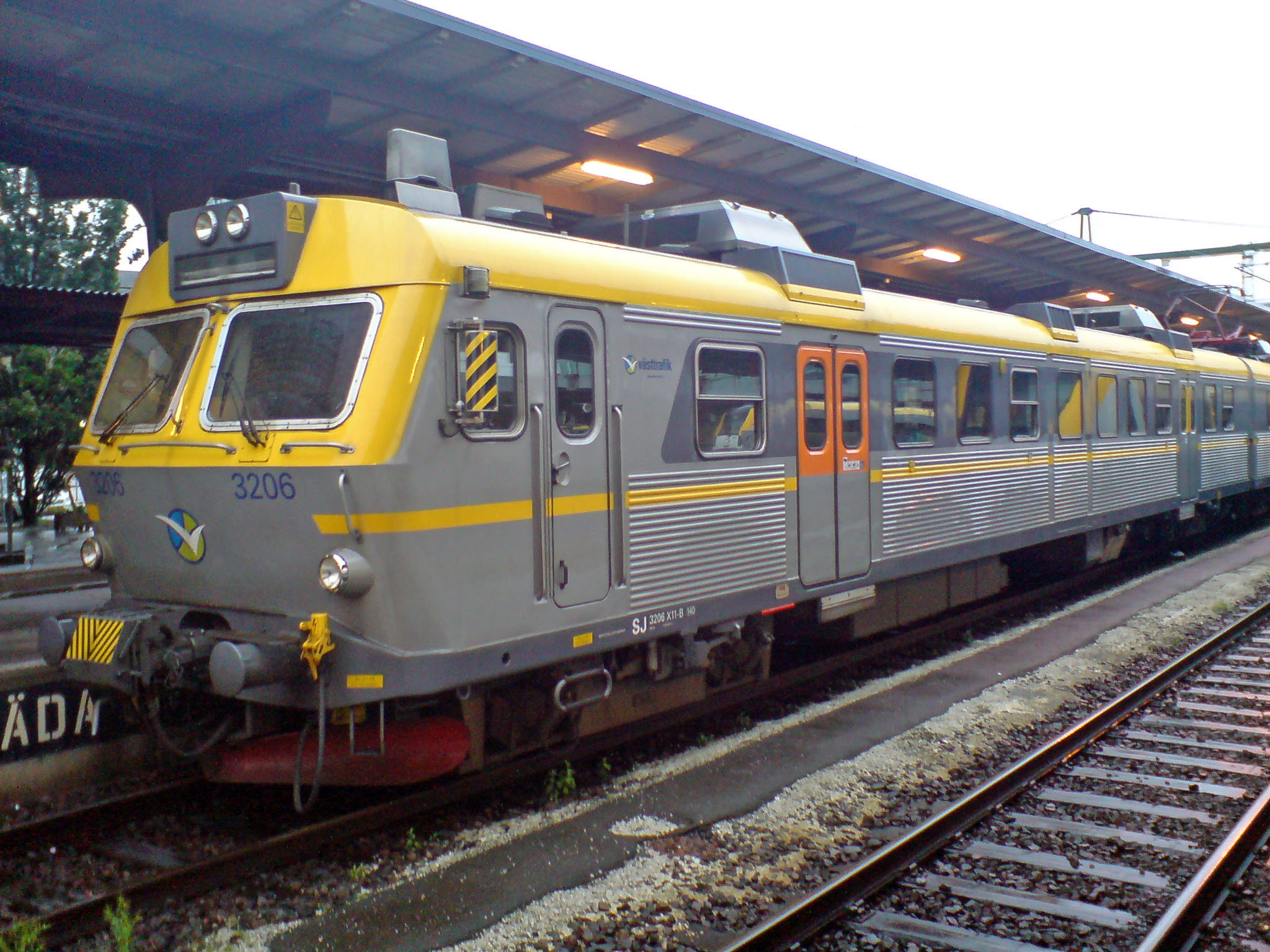
Ett äldre pendeltåg av typen X11 vid Göteborgs Centralstation

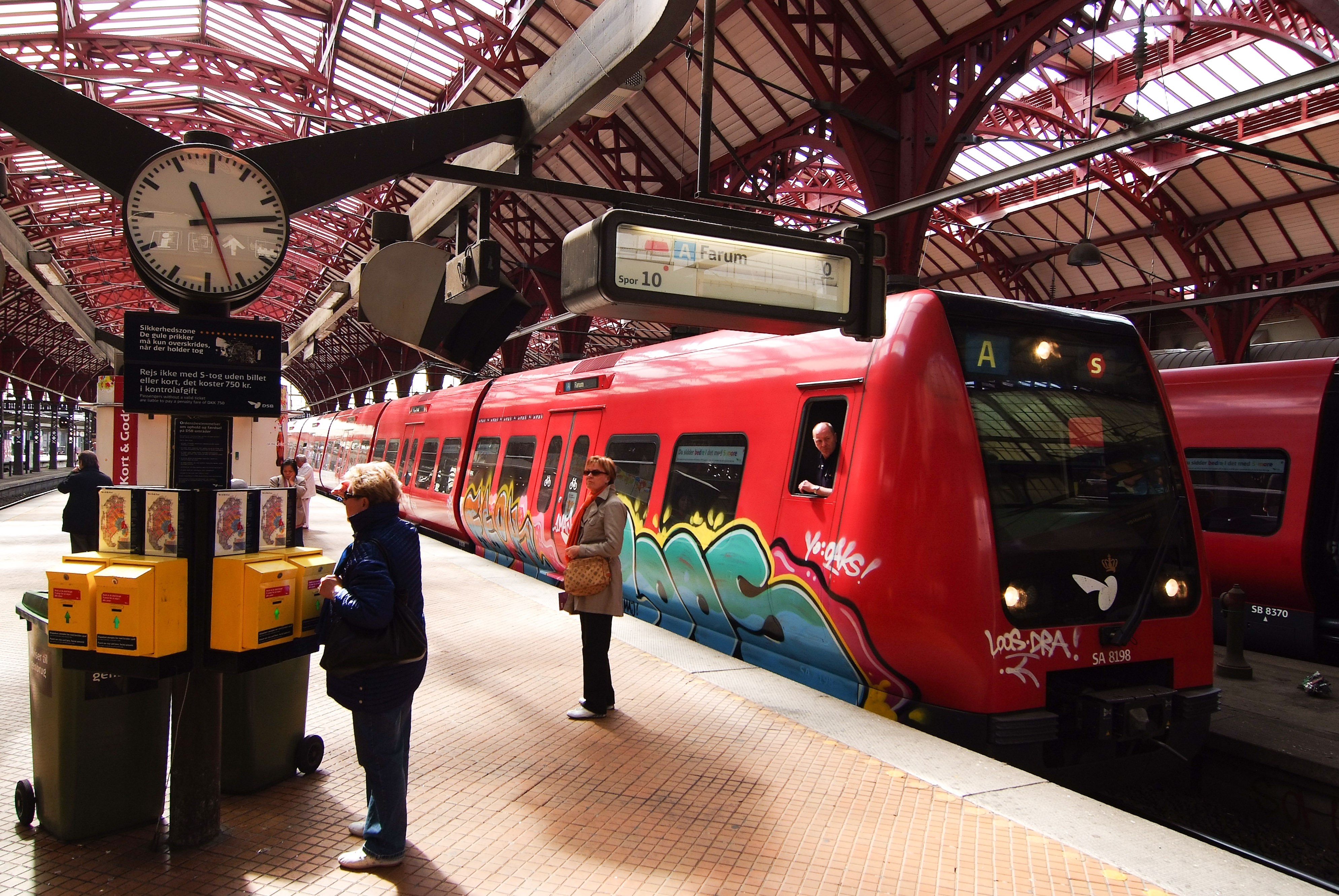
Köpenhamns pendeltåg

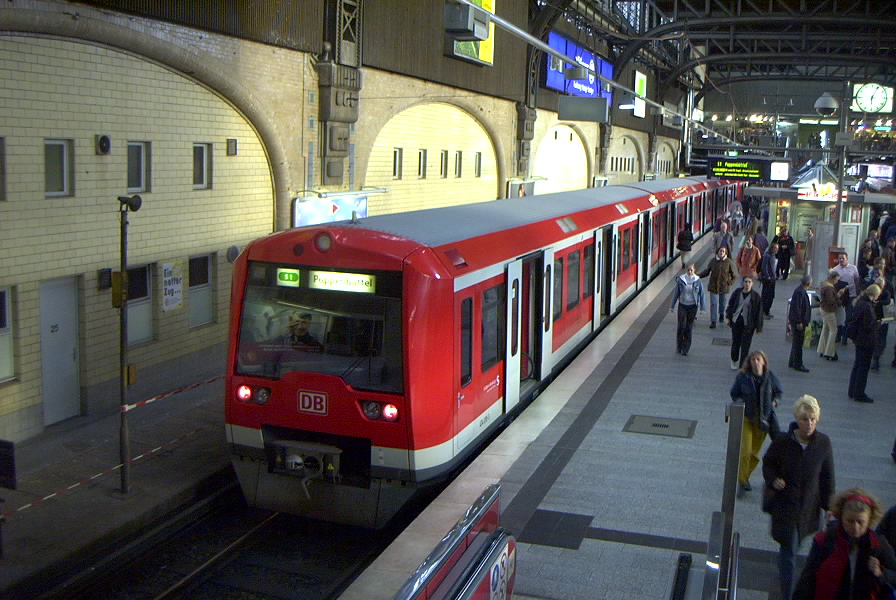
Hamburgs pendeltåg

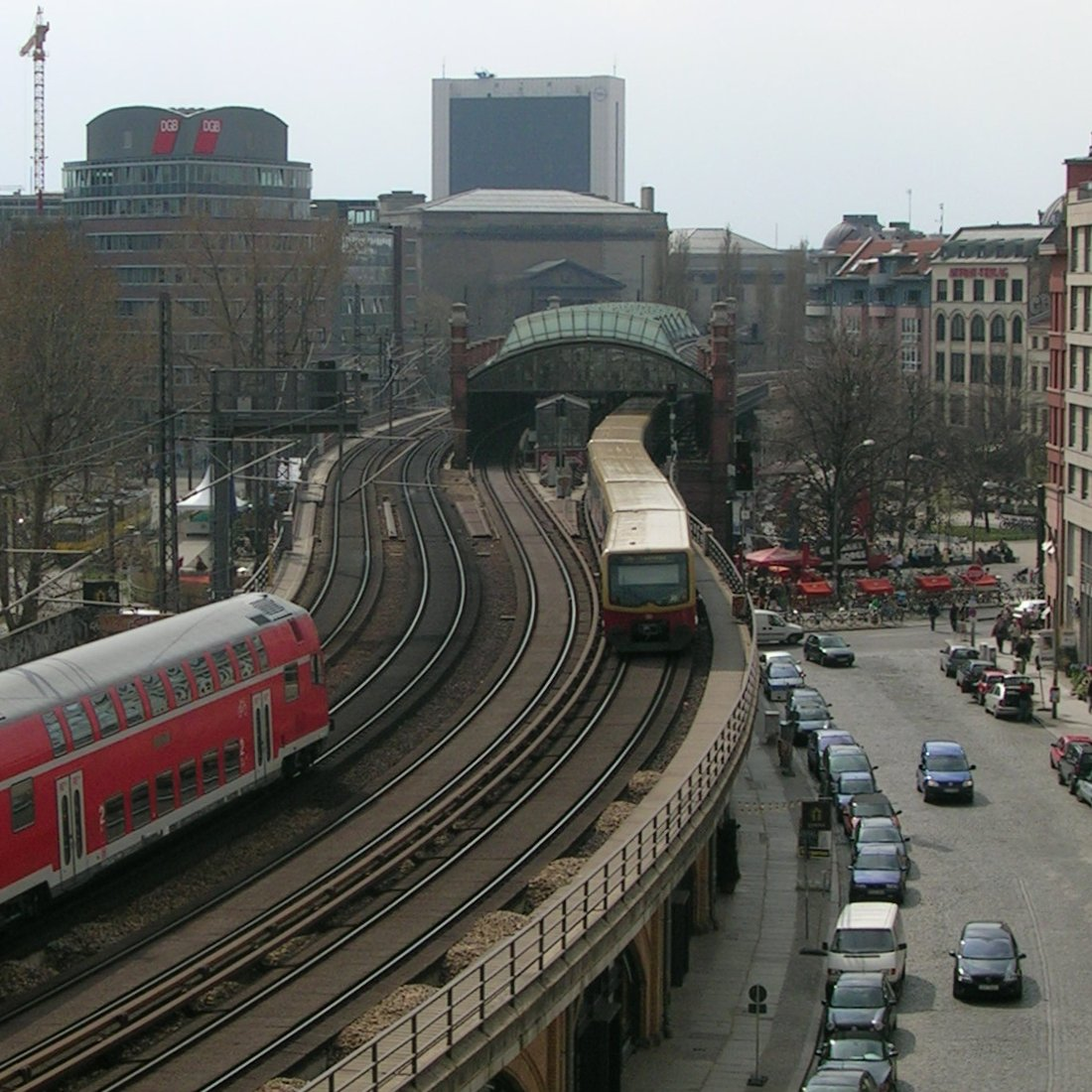
Berlin, de två högra spåren är för pendeltåg, de två vänstra spåren är för fjärr- och regionaltåg

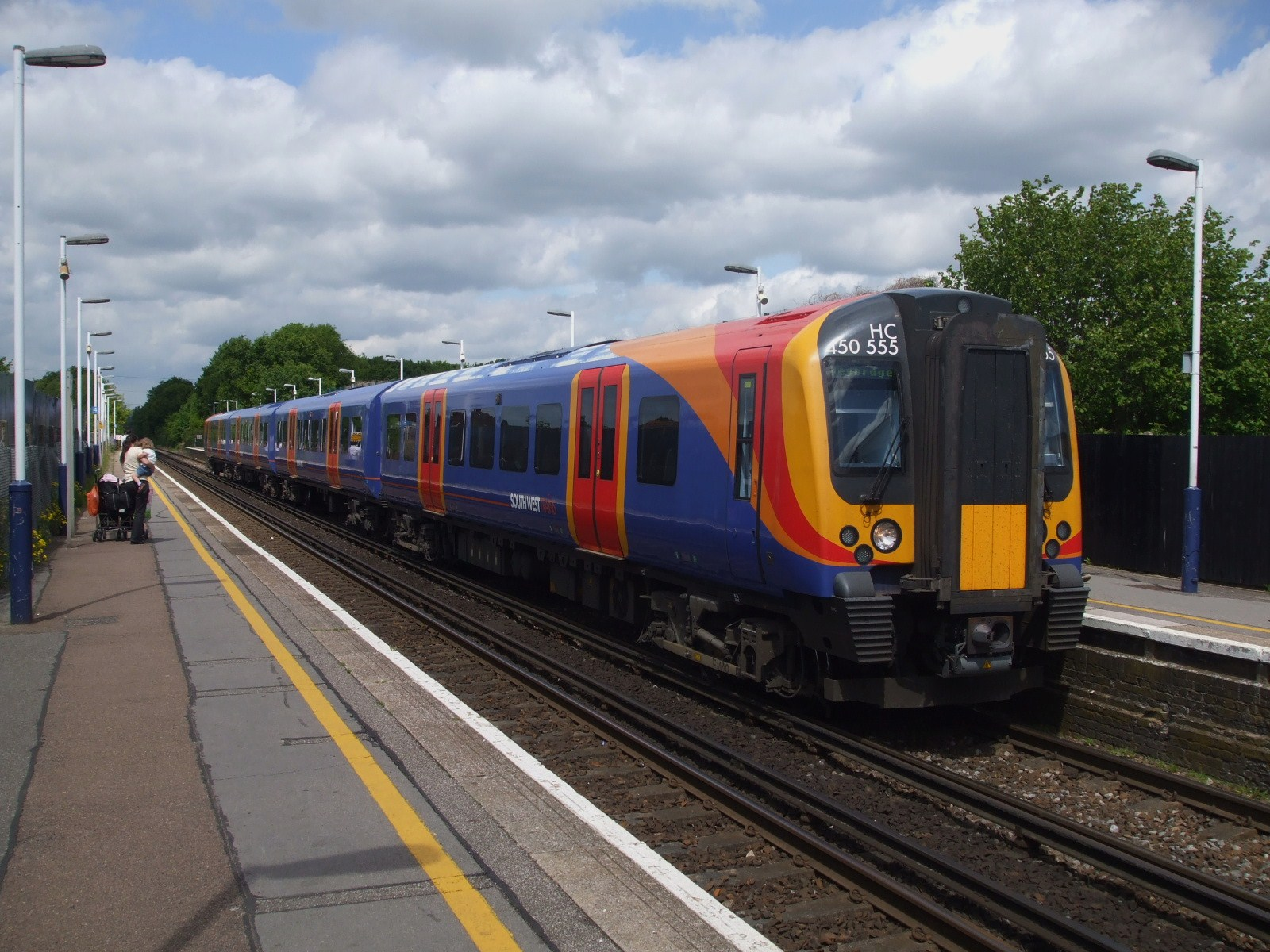
Londons pendeltåg

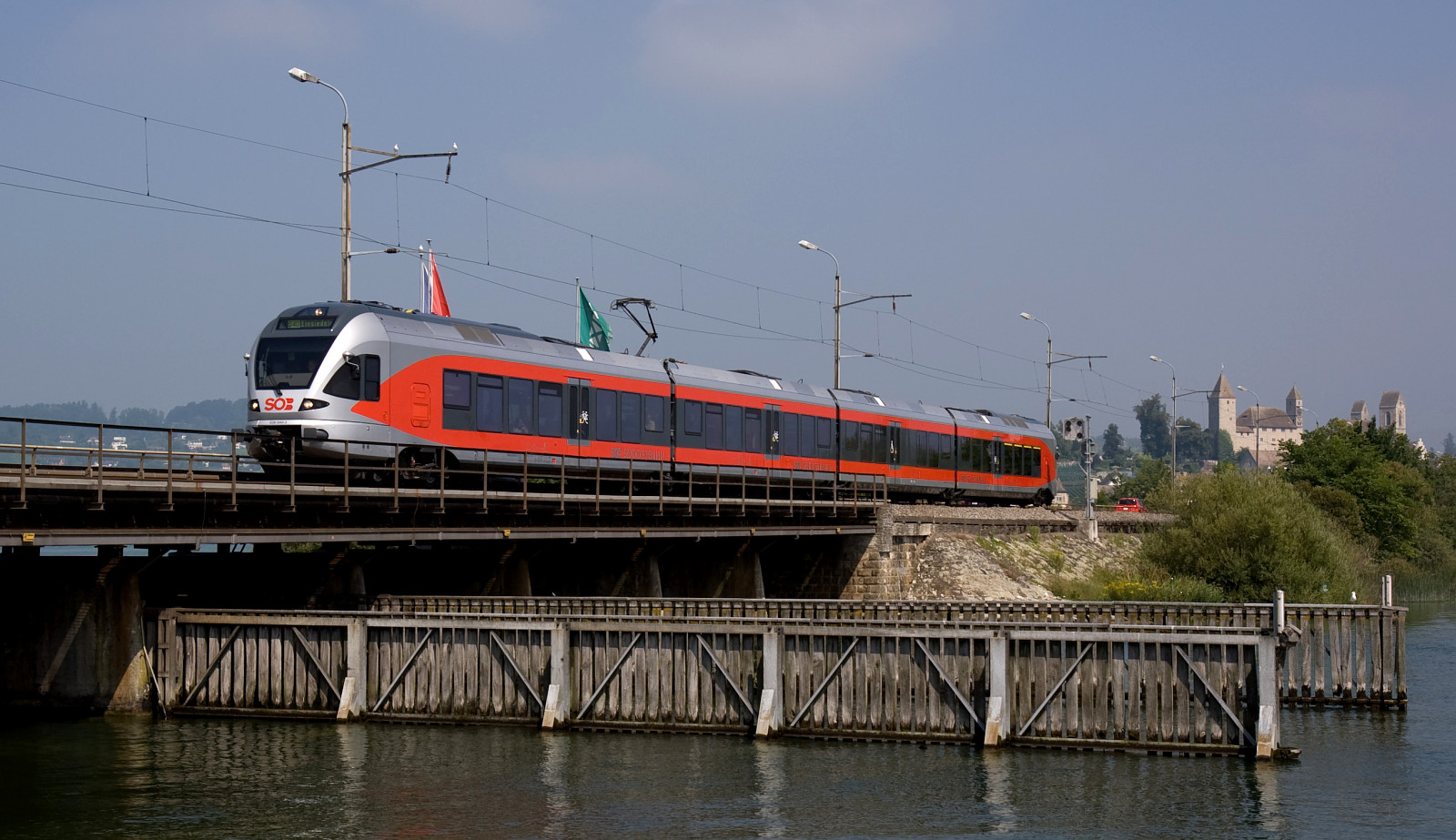
Südostbahn Schweiz pendeltåg

Ett pendeltåg är normalt ett lokaltåg som huvudsakligen trafikerar ett storstadsområde och dess närmaste omgivning. Pendeltåg finns i många större städer i världen. I Sverige finns flera pendeltågssystem, bland annat i Stockholm och Göteborg. Även Pågatågen och Östgötapendeln räknas ofta som pendeltåg, men någon exakt definition finns inte.
Pendeltågen har olika namn på olika platser, utomlands ofta ett varumärke som är svåröversatt, även om termen ofta liknar en översättning av "stadsbana". I tyskspråkiga länder kallas de S-Bahn (Stadtbahn), i Norge Lokaltog och i Danmark för S-tog. I USA finns en term "commuter rail", vilket ordagrant betyder pendlarjärnväg. Pendeltåg går ibland på egna spår, men i många fall delar man spår med andra tåg, som godståg och fjärrtåg, på hela eller delar av sträckan.

## Termen
Termen pendeltåg uppstod i Stockholmsområdet på 1960-talet i samband med omorganisationen och utbyggnaden av lokaltågstrafiken där. AB Storstockholms Lokaltrafik övertog den 1 januari 1967 ansvaret för lokal persontrafik på järnväg inom länet. Från den 12 maj 1968 ersattes de hittillsvarande lokdragna lokaltågen successivt med nya motorvagnståg. Dessa utformades med tunnelvagnarna som förebild och benämndes i medierna oftast just "pendeltåg". I det nya trafikupplägget "pendlade" tågen mellan förorterna utan att terminera vid Stockholms centralstation. Se vidare Stockholms pendeltåg. När likartade trafikupplägg introducerades i andra delar av landet kom begreppet ofta att användas även där. Här används termen generellt om lokaltågssystem i storstadsområden, alltså även som översättning av utländska namn.
Ordet pendeltåg används i Stockholm som ett varumärke på lokala tåg i Storstockholms Lokaltrafiks regi på Trafikverkets spår (inklusive Gnestapendeln som har låg turtäthet). Det finns fler lokaltåg i Stockholmstrakten i Storstockholms Lokaltrafiks regi, nämligen på Roslagsbanan och Saltsjöbanan, som inte kallas pendeltåg. Ordet pendeltåg används även i Göteborg.
På finlandssvenska kallas liknande system närtåg och även närtrafik i stället för pendeltåg, främst i huvudstadsregionen.

## Elsystem
Även om pendeltåg ofta använder det vanliga järnvägsnätet, så elektrifierades ofta pendeltågssträckorna tidigt, inte sällan användes då likströmssystem (såsom tunnelbanor också har). I vissa städer, som Köpenhamn, Hamburg och Berlin lever dessa tidiga system kvar trots att en större del av järnvägsnätet elektrifierats med modernare system, vilket är möjligt genom att pendeltågen helt använder separata spår, vilket får dessa system att likna tunnelbanor. I Sverige har de samma elsystem som fjärrtåg, eftersom de oftast delar spår. Se vidare elektrifierad järnväg.

## Pendeltågstunnlar
Eftersom pendeltåg trafikerar stadsområden där det ofta är svårt att anlägga järnväg på ytan är det inte ovanligt att delar av pendeltågssystemen inklusive stationer anläggs i tunnel, i första hand i centrala staden. Så har till exempel skett i Berlin (Nordsydtunnel), Hamburg (City-S-Bahntunneln & Harburgtunneln), München, Köpenhamn (Boulevardtunneln), Oslo, Paris, Sydney och många andra städer. De har gett möjlighet för tågen att nå flera centrala delar.
I en del städer är pendeltågen helt skilda från järnvägstrafik på landets huvudnät, och har egna standarder och delvis tunnel, åtminstone i centrum. Dessa system är ett mellanting mellan tunnelbana och pendeltåg. Så är det bland annat för danska S-tågen i Köpenhamn och S-bahn i Berlin och Hamburg.
I Sverige är alla pendeltågssystem blandade med fjärrtrafik, även om det i Stockholm finns flera sträckor som normalt bara används av pendeltåg, och på längre sikt ska pendeltågen i huvudsak ha egna spår. Järnvägstunnel med pendeltåg finns i centrala Stockholm med Citybanan och i Malmö med Citytunneln. Även Göteborg har en pendeltågstunnel under byggnad, kallad Västlänken, som kommer att ge tre underjordiska stationer i centrala staden. Dessa är Göteborgs central, Hagakyrkan och Korsvägen. Projektet planeras vara klart 2026.
Sveriges underjordiska stationer med pendeltåg (inklusive pendeltågsliknande tåg):
- Arlanda C, invigd 2000, pendeltåg började gå 2012
- Helsingborgs centralstation, Helsingborg, invigd 1991
- Lisebergs station, Göteborg, invigd 1993
- Malmö centralstation, underjordisk del invigd 2010
- Stockholm City, Stockholm, invigd 2017
- Stockholm Odenplan, Stockholm, invigd 2017
- Stockholms södra station, Stockholm, invigd 1989
- Triangelns station, Malmö, invigd december 2010

Se även Lista över järnvägstunnlar i Sverige#Underjordiska stationer
Några av Europas största underjordiska pendeltågsstationer:
- Nørreport, Köpenhamn 1918
- Bahnhof Potsdamer Platz, Berlin 1939
- Wien Mitte, Wien 1959
- Gare de Lyon, Paris 1977
- Châtelet-Les Halles, Paris 1977
- Zürich Hauptbahnhof, Zürich 1989

## Pendeltåg i världen
| Pendeltåg                | Längd (km) | Linjer | Stationer | Invigningsår | Land           |
| ------------------------ | ---------- | ------ | --------- | ------------ | -------------- |
| Londons pendeltåg        | 2129       |        | 270       |              | Storbritannien |
| New Yorks pendeltåg      | 1765       | 20     | 244       | 1834         | USA            |
| Sydneys pendeltåg        | 882        | 11     | 176       | 1855         | Australien     |
| Paris pendeltåg          | 587        | 5      | 257       | 1977         | Frankrike      |
| Oslos pendeltåg          | 553        | 8      | 128       | 1902         | Norge          |
| Prags pendeltåg          | 515        | 14     | 158       | 2007         | Tjeckien       |
| Chicagos pendeltåg       | 487        | 11     | 240       | 1984         | USA            |
| Barcelonas pendeltåg     | 467        | 5      | 107       | 1958         | Spanien        |
| Münchens pendeltåg       | 442        | 10     | 148       | 1972         | Tyskland       |
| Wiens pendeltåg          | 382        | 13     | 137       | 1962         | Österrike      |
| Zürichs pendeltåg        | 380        | 27     | 171       | 1990         | Schweiz        |
| Melbournes pendeltåg     | 372        | 16     | 200       | 1854         | Australien     |
| Madrids pendeltåg        | 339        | 11     | 98        | 1941         | Spanien        |
| Berlins pendeltåg        | 331        | 15     | 166       | 1882         | Tyskland       |
| Frankfurts pendeltåg     | 303        | 9      | 108       | 1878         | Tyskland       |
| Bremens pendeltåg        | 270        | 4      | 35        | 2010         | Tyskland       |
| Basels pendeltåg         | 250        | 5      | 72        | 1997         | Schweiz        |
| Stockholms pendeltåg     | 200        | 8      | 54        | 1968         | Sverige        |
| Budapests pendeltåg      | 176        | 5      | 81        |              | Ungern         |
| Köpenhamns pendeltåg     | 170        | 7      | 84        | 1934         | Danmark        |
| Hamburgs pendeltåg       | 144        | 6      | 68        | 1906         | Tyskland       |
| San Franciscos pendeltåg | 125        | 1      | 32        | 1987         | USA            |
| Göteborgs pendeltåg      | 104        | 3      | 25        | 1960         | Sverige        |
| Helsingfors närtrafik    | 99         | 15     | 69        | 1969         | Finland        |
| Wollongongs pendeltåg    | 20         | 1      | 14        |              | Australien     |

En mycket längre lista (cirka 300 system) finns i den engelska artikeln List of suburban and commuter rail systems.
Flera av linjerna inom Oslos pendeltåg har låga turtätheter och långa restider till centrum, vilket gör att de snarare är regionaltåg. Definitionen på Oslos pendeltåg är det som operatören kallar "lokaltog".